# Бохто
Бохто́ (рос. Бохто) — село у складі Александрово-Заводського району Забайкальського краю, Росія. Адміністративний центр Бохтинського сільського поселення.

## Населення
Населення — 395 осіб (2010; 523 у 2002).
Національний склад (станом на 2002 рік):
- росіяни — 99 %